# Alois Hönle
Alois Hönle (* 14. September 1871 in München; † 18. Oktober 1943  ebenda) war ein Münchener Volkssänger und Humorist.

## Leben
Alois Hönle war Mitglied der Volkssängergesellschaft um Jakob Geis. Mit dieser spielte er in Hotels, Restaurants und Singspielhallen, bis er 1906 Anderl Welsch im Amt des Direktors des Münchener Apollo-Theaters ablöste. Dieses Volksvarieté im Hotel „Münchner Hof“, 1896 von Gastronom Ludwig Schlecht gegründet, war unter seiner und August Junkers Leitung (bis 1923) ein Ort der Pflege bayrischer Kleinkunst.

„August Junker und Alois Hönle waren um 1900 zwei absolute Stars, das Beste was München damals zu bieten hatte. Sie betrieben ein eigenes Theater, das Apollotheater in der Dachauerstraße, in dem sie all abendlich die Münchner Tränen lachen ließen. Sie sind die Erfinder der legendären Gestalten "Kare" und "Lucki": Nichtstuer, Steinträger, arbeitsscheu, der Halbwelt zugetan, Geschäftemacher und Lebenskünstler. Ihre Sprache ist derb, ihre Sitten sind rau, wie das Leben in der Vorstadt.“

Wie es bei den Volkssängern Brauch war, schrieb auch Hönle sich sein Repertoire selbst zusammen: Couplets, Soldatenlieder, humoristische Solovorträge, aber auch komische Szenen und Einakter hat er verfasst und auch gespielt. In der Sammlung Münchner Blut wurden viele seiner Schöpfungen veröffentlicht (einsehbar in der Bayerischen Staatsbibliothek). Sein bekanntester „Schlager“ war das Lied vom Fensterputzer Kare. In der Interpretation von Maxl Graf war es noch in den 1970er Jahren ein Hit. Hönle machte bereits 1907 Grammophon-Aufnahmen, mehrere davon im Duett mit August Junker.
Hönle starb am 18. Oktober 1943 in München. Er wurde auf dem Münchener Ostfriedhof beigesetzt.

## Tondokumente (Auswahl)
- Aus Südwest-Afrika zurück, Gr&T 41 979 (mx. 3147 r)
- Die Schusterbuben in der "Lohengrin"-Vorstellung, Gr&T 41 980 (mx. 3148 r)
- Im Ferien-Sonderzug, Gr&T 41 981 (mx. 3163 r)
- Auf der Bauernhochzeit, Gr&T 41 982 (mx. 3164 ½  z)

### Duette mit August Junker
- Im Salvatorkeller in München, Favorite 1-17 152 (mx. 2864 -f-)
- Nudlmaier am Bal paré, Zonophone x5-21 067 (mx. 15 565 b)
- Der Kare muß ausziagn, Zonophone x5-21 074 (mx. 15 655 b)
- Bei der Kindstauf',  Kalliope 1202 (mx. 1202)

### Wiederveröffentlichungen
- CD "Junker & Hönle. Die Stimme der Vorstadt. Aufnahmen von 1901-1913" bei Trikont (US-0282), enthält u. a. die Texte Der Stolz von der Au / Der schöne Karl / A Bier will i habm / Der Kare muß ausziagn / Es gibt doch noch guade Leut / So a Gauner hat a Lebn / Mein Freund der Nazi / Die zwoa Holledauer / So a Räuscherl / Mia waars g'nua.